# Haplogrupo T (ADN-Y)
Em genética humana, o haplogrupo T (DNA-Y) (M184, M193, M272) é um haplogrupo  do cromossoma Y humano derivado do haplogrupo K. Encontra-se disperso na Europa Central e em partes do Médio Oriente, Norte de África, África Oriental e Europa Oriental. Uma pessoa famosa no haplogrupo T foi Thomas Jefferson (1743-1826), o terceiro presidente dos Estados Unidos 1801-1809.

## Origem e dispersão
Entre 2002 e 2008 era conhecido como haplogrupo K2 e definido com a mutação M70, depois de melhor estudado considera-se agora que a mutação M70 define o seu principal subclado T1a. Pensa-se que é originário da Asia e onde se encontra a mais alta frequência é entre os povos indígenas Yerukala em Andhra Pradesh com cinquenta e seis por cento.E, terá migrado para o corno de África; sul do Egipto e Etiópia, onde se encontra entre alguns povos com frequências elevadas. 